# Martin W. Johnson
Martin Wiggo Johnson (30 de Setembro de 1893, Chandler, Dacota do Sul — 28 de Novembro de 1984, Snohomish, Washington) foi um professor e oceanógrafo estadunidense. Ganhou a Medalha Alexander Agassiz, em 1959, por suas pesquisas nas áreas de biologia e oceanografia, principalmente nos fenômenos que envolvem a acústica subaquática. Foi pesquisador e professor emérito da Scripps Institution of Oceanography.

## Publicações
- Concerning the copepod Eucalanus elongatus Dana and its varieties in the northeast Pacific  (1938)
- Some Observations on the Feeding Habits of the Octopus, na revista Science (8 de Maio de 1942)
- Concerning the proposed word "echolocation", na revista Science (23 de Março de 1945)
- The Oceans: Their Physics, Chemistry and General Biology, por Harald Sverdrup, Martin W. Johnson e Richard H. Fleming (1942, nova edição em 1970)
- The Euphausiacea (Crustacea) of the North Pacific por Brian P. Boden, Martin W. Johnson, e Edward Brinton (Boletim da Scripps Institution of Oceanography. Volume 6, Número 8, 1955)
- Marine and Fresh Water Plankton, na revista Ecology (Vol. 37, No. 4, 1956, pp. 859–860)
- Production and distribution of larvae of the spiny lobster, Panulirus interruptus (Randall) with records on P. gracilis Streets (1960)
- The Offshore Drift of Larvae of the California Spring Lobster Panulirus interruptus (1960)
- The palinurid and scyllarid lobster larvae of the tropical eastern Pacific, and their distribution as related to the prevailing hydrography (1971)